# How to Train Your Dragon (série de livros)
How to Train Your Dragon é uma série de livros infantojuvenil criados pela escritora Cressida Cowell e lançado pela editora Holden Children's Books em 27 de junho de 2003 no Reino Unido. A série é dividida em treze livros, com onze lançados, e dois extras. No Brasil, a série foi lançada pela Editora Intrínseca.

## Sinopses
Como Treinar o Seu Dragão: Soluço é um simples viquingue que mora na ilha de Berk, onde as crianças, ao início da pré-adolescência passam por um rigoroso teste: cada um deve capturar um dragão e treiná-lo, para que não sejam exilados da tribo. Soluço, porém, é filho de Stoico, O Imenso, Aquele Cujo Nome Faz Tremer, chefe da tribo dos Hooligans Cabeludos, e a pressão por conseguir um ótimo dragão o atormenta. Quando chega a hora de capturar os filhotes de dragão, Soluço consegue um, mas seu amigo Perna-de-Peixe não, e Soluço entrega o seu a ele. Soluço consegue outro, mas este é o menor dragão que Soluço já vira na vida, sendo alvo de deboche dos colegas e de seu primo, Malvado Melequento, que acredita ser um futuro chefe melhor que Soluço, pois é o segundo na linha de sucessão. Então Soluço tem a difícil tarefa de treinar o seu dragão até o prazo marcado, mas ao aparecer um dragão do tamanho de uma montanha, as coisas na ilha parecem se complicar e Soluço, o único chamado de nerd, ou seja, que observa e estuda os dragões, que conseguiu aprender a língua deles, carrega nos ombros a comunicação entre Morte Verde, o dragão, e os Hooligans Cabeludos.
Como Ser Um Pirata: Soluço Spantosicus Strondus III foi o mais temido herói já visto em todo o território viquingue. Ele era bravo, impetuoso e muitíssimo inteligente. Mas até mesmo os grandes heróis podem ter dificuldades no começo. Nessa aventura eletrizante Soluço conta mais do início de sua história — quando ele ainda tinha muito o que aprender sobre como usar uma espada, sobreviver a naufrágios, escapar calou dragões homicidas e desvendar os mistérios de um tesouro pirata muito bem escondido. Novos personagens surgem, dentre eles o Pirata Viquingue Mais Temido de Todos os Tempos: Barbadura, O Terrível.
Como Falar Dragonês: Mais uma grande aventura com Soluço Spantosicus Strondus III. Nesta história, Banguela foi capturado, um nanodragão logo, logo vai virar refeição e Dragões-tubarões estão à solta. Mais uma vez, os viquingues precisam de um herói... Soluço! Os romanos estão a espreita, a sua missão não é nada boa.
Como Quebrar a Maldição de um Dragão: Neste livro escrito por Soluço Spantosicus Strondus III, no auge da sua velhice, existem perguntas sinistras... Será que Soluço vai encontrar o antídoto para a picada da Vorpente Venenosa e ainda por cima derrotar o assustador Garra da Destruição? E ele conseguirá vencer o perigoso machado de Norberto, o Demente, para mais uma vez ser o herói da história?

## Livros
| Ano  | Título                           |
| ---- | -------------------------------- |
| 2003 | How to Train Your Dragon         |
| 2004 | How to Be a Pirate               |
| 2005 | How to Speak Dragonese           |
| 2006 | How to Cheat a Dragon's Curse    |
| 2007 | How to Twist a Dragon's Tale     |
| 2008 | A Hero's Guide to Deadly Dragons |
| 2008 | How to Ride a Dragon's Storm     |
| 2009 | How to Break a Dragon's Heart    |
| 2011 | How to Steal a Dragon's Sword    |
| 2012 | How to Seize a Dragon's Jewel    |
| 2013 | How To Betray A Dragon's Hero    |
| 2015 | How To Fight a Dragon's Fury     |

### Livros extras
| Ano  | Título                                                                               |
| ---- | ------------------------------------------------------------------------------------ |
| 2001 | How to be a Viking (Originalmente publicado como Hiccup: The Viking Who Was Seasick) |
| 2006 | How to Train Your Viking                                                             |
| 2012 | The Day Of The Dreader                                                               |
| 2014 | The Incomplete Book of Dragons                                                       |

## Filmes
Em 2009, a DreamWorks comprou os direitos dos livros, e os adaptou em três filmes de animação já foram anunciados, sendo que um já foi lançado em 25 de março de 2010 com o título de How to Train Your Dragon, o segundo, lançado no dia 19 de junho de 2014 com o título de How to Train Your Dragon 2. E o último foi lançado em 2019 com o título de How to Train Your Dragon: The Hidden World.